# Anjala kyrka
Anjala kyrka (finska: Anjalan kirkko) är en kyrka i Anjala i landskapet Kymmenedalen. Den är församlingskyrka i Anjalankoski församling inom Evangelisk-lutherska kyrkan i Finland.

## Kyrkobyggnaden
Nuvarande kyrka byggdes i trä mellan åren 1755 och 1756 och ersatte en äldre kyrka byggd 1693. Byggnaden är en korskyrka och rymmer cirka 450 personer. Ursprungligen kallades den Sofiakyrkan efter Sofia Albertina av Sverige. Byggnaden skadades svårt och klockstapeln totalförstördes av ryssarna år 1790. Efter det fick interiören sitt nyklassiska utseende. Nuvarande klockstapel från 1796 inrymmer två klockor och är den tredje i ordningen.

## Inventarier
- Altartavlan som föreställer Jesus i Getsemane är målad av hovmålaren Carl Gustaf Ecksten i Stockholm år 1796.
- Orgeln med 15 stämmor byggdes 1977 och ersatte kyrkans första, 9-stämmiga orgel från 1915.